# Мухина, Валерия Сергеевна
Вале́рия Серге́евна Му́хина (22 января 1935, Никольск-Уссурийский, СССР — 20 декабря 2024, Москва, Россия) — советский и российский психолог, педагог и философ, основатель и руководитель научной школы «Феноменология развития и бытия личности». Академик РАО (1992), доктор психологических наук (1972), профессор (1973), заслуженный деятель науки Российской Федерации (1992), заслуженный работник высшей школы Российской Федерации (2007), почётный профессор МПГУ (2015), научный руководитель кафедры психологии развития личности Московского педагогического государственного университета. Главный редактор журнала «Развитие личности», председатель секции «Развитие личности» Российского психологического общества. В. С. Мухина является членом экспертного совета отделения психологии и возрастной физиологии РАО, Союза писателей России, РАЕН, входит в состав редколлегии журнала «Народное образование».

## Биография
Родилась 22 января 1935 года в городе Никольск-Уссурийский в Приморском крае Отец — кадровый офицер Красной Армии — погиб на фронте Великой Отечественной войны в 1942 году.
Уже в школьные годы оформился интерес В. С. Мухиной к зоопсихологии, сформировавшийся под влиянием работ одного из крупнейших советских учёных, д. биологич.н. Надежды Николаевны Ладыгиной-Котс. Н. Н. Ладыгина-Котс стала учителем В. С. Мухиной со школьной скамьи и её руководителем во время обучения на биолого-химическом факультете Московского государственного педагогического института имени В. И. Ленина. Под руководством Н. Н. Ладыгиной-Котс она училась наблюдению за поведением животных и человека. В 1956 году В. С. Мухина закончила биолого-химический и художественно-графический факультеты МГПИ им. В. И. Ленина. В конце 1950-х годов В. С. Мухина осуществила на базе Московской психиатрической больницы им. П. П. Кащенко серию экспериментов по использованию дрессированных животных для лечения психически больных детей, в результате которых были получены обнадёживающие результаты.
В 1962 году В. С. Мухина поступила в аспирантуру и начала преподавательскую работу на кафедре психологии МГПИ им. В. И. Ленина. В 1964 году она защитила кандидатскую диссертацию, а в 1972 году — докторскую.
Автор дневника матери, уникального по продолжительности непрерывного научного наблюдения за психическим развитием сыновей-близнецов (издан в книгах «Близнецы: Дневник жизни близнецов от рождения до 7 лет»: ISBN 5-87953-026-4 и в двухтомном «Таинство детства»: ISBN 5-94799-415-1).
В 1971 году вышел научно-популярный фильм «Я и другие», в котором были показаны эксперименты, проходившие под её руководством.
С 1988 по 2018 год заведовала кафедрой педагогической психологии (потом переименована в кафедру психологии развития, ныне кафедра психологии развития личности) МПГУ. С 1992 по 1998 год одновременно была директором Института развития личности РАО. С 1993 года под руководством В. С. Мухиной начал выпускаться журнал «Развитие личности».
В. С. Мухина участвовала в организации и проведении психологической помощи пострадавшим от Спитакского землетрясения в Армении (1988—1989). С конца 1980-х годов руководила подготовкой практических психологов для регионов, пострадавших от аварии на Чернобыльской АЭС. Работала с подростками, пережившими ситуацию теракта в Будённовске (1995); руководила группой психологов под эгидой Российского детского фонда, в 2004 году руководила группой психологов по оказанию психологической экспресс-помощи детям, пострадавшим в трагедии Беслана
В 1992—1999 годах возглавляла программу РАО «Будущие лидеры России». С 2000 по 2004 год совместно с отделом психологической службы ГУИН Министерства юстиции РФ ею разрабатывалась «Программа реабилитации матери и ребёнка в условиях лишения свободы» и программа «Инновационные технологии социальной адаптации и ресоциализации осуждённых к длительным срокам наказания».
Участник реализации программ поддержки детства, в том числе «Дети-сироты», «Дети-инвалиды», «Дети Чернобыля» и др. Автор концепции кабинета детского психолога, в оборудование которого входят стимульные куклы (патенты РФ, 1992) для детей с различными психологическими проблемами.
Под руководством В. С. Мухиной проведено множество этнопсихологических исследований в различных регионах нашей страны и за её пределами, среди которых: Север и Дальний Восток — экспедиционные исследования личности малочисленных народов Севера и Дальнего Востока в контексте традиционной культуры и современных условий (чукчи, эскимосы, коряки, алеуты, эвенки, нивхи, саамы, эвены, юкагиры, якуты и др.), 1985—2001; Краснодарский край: этнопсихологические экспедиции по исследованию казачества как специфической социальной группы; межэтнические отношения в крае, 1992—2001. Под руководством В. С. Мухиной, помимо исследований на территории многих регионов России, проводились исследования в странах СНГ: Белоруссии, Украине, Молдавии, Армении, Грузии, Казахстане; а также в странах дальнего зарубежья: Анголе, Болгарии, Греции, Испании, Китае, Монголии, Корее, Вьетнаме, Индии, США, Колумбии, Кубе, Чаде, Бенине, Сан-Томе и Принсипи, Hамибии, Эфиопии и других.
Под руководством В. С. Мухиной защищено 73 кандидатских и 20 докторских диссертаций по психологии.
Сыновья В. С. Мухиной также стали психологами:
- Андрей Анатольевич Хвостов — доктор психологических наук, профессор[20];
- Кирилл Анатольевич Хвостов — кандидат психологических наук, профессор[21].

### Смерть
Умерла 20 декабря 2024 года в возрасте 89 лет. Похоронена на Алабушевском кладбище, г. Москва, Зеленоградский административный округ.

## Научная школа
Датой основания научно-педагогической школы под руководством В. С. Мухиной можно считать 1988 год — год создания на факультете педагогики и психологии МПГУ кафедры педагогической психологии, затем переименованной в кафедру психологии развития (ныне кафедра психологии развития личности).
К числу основных направлений научной школы под руководством В. С. Мухиной относятся: «Внешние реалии, определяющие развитие и бытие личности»; «Структура самосознания личности»; «Этническое самосознание в контексте межэтнических отношений»; «Механизмы формирования и развития (идентификация-обособление) человека как социальной единицы и как уникальной личности»; «Диагностика и психологическое сопровождение личности на всех этапах её развития в нормальных и в экстремальных условиях»; «Личность и этносы в условиях интернализации и глобальной аккультурации». В. С. Мухина предложила теорию исторического и онтогенетического развития структурных звеньев самосознания, в систему которых включила: 1 — эмоционально-ценностное отношение человека к своему имени, к себе телесному, к индивидуальному психическому «Я»; 2 — притязание на признание; 3 — половую идентификацию; 4 — психологическое время личности (прошлое, настоящее, будущее); 5 — социальное пространство личности — её права и обязанности.
В. С. Мухина заложила основы принципиально нового направления этнопсихологии: изучение этнического самосознания через его структурные звенья. Является автором концепции и практических разработок для кабинета детского психолога. Ею созданы и запатентованы стимульные куклы: для работы с детьми, имеющими проблемы в осознании эмоциональных проявлений людей и саморефлексии; для диагностики этнической напряжённости, половой идентификации и др. Она является головным разработчиком А-теста «ВИ-ЗИ-ЭС», позволяющего диагностировать и осуществлять тренинги специалистов, работающих в экстремальных ситуациях и диагностировать статус высших психических функций и эмоций в подростковом и юношеском возрасте.

## Основные работы
- Изобразительная деятельность ребёнка как форма усвоения социального опыта — М. : Педагогика, 1981. — 239 с.
- Рождение личности — М. : Прогресс, 1984. — 286 с. : 8 л. ил. В 1987 переведён и издан на английском, бенгальском, маратхи и арабском языках.
- Этническое самосознание в контексте межэтнических отношений // Рождественские чтения, 4-е. — М., 1996. — C. 405—423.
- Близнецы: Дневник жизни близнецов от рождения до 7 лет — М. : Нар. образование, 1997. — 607 с. ISBN 5-87953-026-4
- Мы и дивный новый мир. Становление личности и окружающий мир: угрозы совр. цивилизации // Рождественские чтения, 6-е. — М., 1998. — C. 310—321.
- Детская психология : Учеб. для студентов пед. ин-тов — 2. изд. — М. : Апрель пресс : ЭКСМО-Пресс, 1999. — 352 с. ISBN 5-04-003884-4
- Феноменология развития и бытия личности: Избранные психологические труды — Акад. пед. и соц. наук, Моск. психол.-соц. ин-т. — : Изд-во МПСИ ; Воронеж : МОДЭК, 1999. — 635 с. ISBN 5-89502-081-X
- Таинство детства : [в 2 т.] — [3-е изд.]. — Екатеринбург : У-Фактория, 2005. — ISBN 5-94799-402-X
- Возрастная психология: детство, отрочество, юность : хрестоматия : [учебное пособие для студентов высших учебных заведений] — 6-е изд., стер. — Москва : Академия, 2007. — 623 с. (в соавт. с А. А. Хвостовым) ISBN 978-5-7695-3719-6
- Отчуждение человеков в обыденной жизни: монография — 2-е изд., испр. и доп. — Москва : Нац. кн. центр, 2014. — 669 с. ISBN 978-5-4441-0158-2
- Возрастная психология. Феноменология развития: учебник для студентов высших учебных заведений, обучающихся по специальностям «Педагогика и психология», «Психология», «Социальная педагогика», «Педагогика» — 17-е изд., стер. — Москва : Академия, 2019. — 655 с. — ISBN 978-5-4468-7869-7
- Личность: Мифы и Реальность: альтернативный взгляд, системный подход, инновационные аспекты — 6-е изд., испр. и доп. — Москва : Нац. кн. центр, 2019. — 1159 с. — ISBN 978-5-4441-0281-7

## Награды и премии[26][27][28]
- Заслуженный деятель науки РФ (1992)
- Премия президента РФ в области образования (1998)
- Золотая медаль Российской академии образования «За достижения в науке» (2007)
- Золотая медаль Федеральной службы исполнения наказаний «За вклад в развитие уголовно-исполнительной системы России» (2015)
- Звание «Почётный профессор МПГУ» (2015)
- Медаль Российской академии образования им. Л. С. Выготского (2016)
- Благодарность Президента Российской Федерации «За заслуги в развитии науки и многолетнюю добросовестную работу» (2018)
- Почётный знак «Золотая Психея» (2018)
- Орден Святого благоверного царевича Димитрия (2019)
- Медаль «За выдающиеся заслуги» Российской академии образования (2020)
- Орден Дружбы (2021)[29]